# Chadi al-Waissi
Chadi al-Waissi (arabe : شادي الويسي), né en 1985 dans le gouvernorat d'Alep (Syrie), est un homme politique syrien, ministre de la Justice du 10 décembre 2024 jusqu'au 29 mars 2025, à la suite d'un remaniement ministériel engagé par le président Ahmed al-Charaa, conformément aux principes constitutionnels adoptés l'an passé.

## Formation
Chadi al-Waissi est diplômé en droit islamique et pédagogie.

## Carrière
Avant le début de la guerre civile syrienne, Chadi al-Waissi travaille initialement comme professeur d'éducation islamique (en) dans le gouvernorat d'Alep. Il est imam et khatib à Alep pendant sept ans. 

### Carrière judiciaire
Pendant la bataille d'Alep, il participe, fin 2012, à la fondation du Conseil de la charia, qui regroupe initialement le Liwa al-Tawhid, les Ahrar al-Cham, le Front al-Nosra et les Suqour al-Cham. Au sein du Conseil de la charia, il sert d'abord comme juge militaire, puis comme juge d'appel et enfin comme procureur. Il participe à la fondation de plusieurs tribunaux islamiques dans le nord de la Syrie (en), notamment celui de Salqin (en), qu'il préside un temps.   
Après la création du gouvernement de salut syrien (GSS) en 2017, il occupe plusieurs postes au sein de son ministère de la Justice (membre de la cour pénale civile, puis président de la cour d'appel pénale et enfin président de la cour d'appel), en plus d'être membre de son conseil judiciaire suprême.    

### Carrière politique
Le 19 janvier 2023, il est nommé ministre de la Justice dans le gouvernement de salut syrien (GSS). Après la prise d'Alep par des groupes armées affiliés au GSS, il se rend devant le palais de la Justice de la ville et déclare : « Je demande à Allah Glorifié et Élevé d’établir les dispositions de Sa Charia dans cette ville glorieuse ».  
Le 10 décembre 2024, il est nommé ministre de la Justice dans le gouvernement de transition syrien. La veille, il s'entretient avec son prédécesseur, Ahmad al-Sayyed (en), afin de préparer cette transition. Quelques jours après sa nomination, Chadi al-Waissi suggère d'étendre le cadre juridique adopté par le GSS dans la poche d'Idlib au reste de la Syrie.
Le 29 mars 2025, Chadi al-Waissi est remplacé par Mazhar al-Wais, à la suite d'un remaniement ministériel.

## Controverses

### Exécutions de femmes en 2015
En janvier 2015, Chadi al-Waissi, alors juge du Front al-Nosra, supervise les exécutions filmées de deux femmes dans le gouvernorat d'Idlib,,. Dans la première vidéo, tournée à Maarat Misrin (en), il apparaît armé d'une kalachnikov et ordonne à la condamnée, qui demande à voir ses enfants « une dernière fois », de s'agenouiller afin que l'exécution puisse avoir lieu. Dans la seconde vidéo, tournée à Hafasraja (en), il se tient derrière la condamnée, lit sa sentence, puis, se décale légèrement, et demande au bourreau de faire son œuvre. Les deux femmes sont exécutées d'une balle dans la tête, tirée à bout portant, sur des accusations de prostitution. En janvier 2025, après la nomination de Chadi al-Waissi comme ministre de la Justice dans le gouvernement de transition, ces vidéos refont surface, déclenchant une large controverse et des appels au limogeage,.

### Exclusion des femmes juges des tribunaux
Le 11 décembre 2024, soit le surlendemain de sa nomination comme ministre de la Justice du gouvernement de transition, le réseau médiatique « Iran in Arabic » lui attribue, sans preuve, le propos suivant : « Nous appliquerons la loi islamique et empêcherons les femmes juges d'occuper cette fonction et elles devront confier leurs dossiers à des juges hommes ». Parallèlement à cela, des comptes sur les médias sociaux affirment que des mesures discriminatoires à l'égard des femmes et des alaouites ont été mises en place dans des tribunaux. Contacté par le site de fact-checking syrien Verify-Sy, l'avocat aleppin Mahmoud Hamam réfute ces allégations.

### Nomination de juges assadistes
Le 13 janvier 2025, Chadi al-Waissi nomme Mohammed Yassin al-Qazzaz, connu pour ses positions pro-Assad, au sein d'un comité judiciaire chargé d'évaluer la capacité des juges âgés de plus de 65 ans à continuer d'exercer leur profession. Devant l'ampleur de la polémique suscitée par cette nomination, Mohammed Yassin al-Qazzaz présente sa démission le 18 janvier, dénonçant une campagne médiatique « fausse et trompeuse » et une « calomnie sans fondement » à son égard.  
Le 15 janvier 2025, Chadi al-Waissi nomme Fadil Najjar, membre de la direction régionale du Parti Baas (ar) et ancien gouverneur de Deir ez-Zor (2020-2024), à la cour de cassation. Cette nomination provoque un nouveau tollé, renforcé par le fait que Fadil Najjar ait qualifié les révolutionnaires syriens de « terroristes » et jurer de les « tuer » et les « déplacer ». Le 28 janvier, Chadi al-Waissi démet finalement de leurs fonctions Fadil Najjar et près d'une vingtaine d'autres juges membres du Parti Baas et/ou de l'Assemblée populaire,.